# Бургхаун
Бургхаун (нем. Burghaun) — община в Германии, в земле Гессен. Подчиняется административному округу Кассель. Входит в состав района Фульда.  Население составляет 6419 человек (на 31 декабря 2010 года). Занимает площадь 65,04 км².